# Društvo Festival Sanje
Združenje za promocijo kulture ter izvajanje kulturnih dogodkov, Festival Sanje (krajše Društvo Festival Sanje) vsako leto v mesecu avgustu organizira Festival Sanje, večtedenski nekomercialni festival domišljije in ustvarjalnosti, ki od leta 2002 poteka v parku Zvezda v Ljubljani ter na drugih lokacijah po Sloveniji, v sodelovanju z Založbo Sanje in programskimi sodelavci ter lokalnimi soorganizatorji. Rdečo nit festivala predstavljajo literatura, avtorska glasba ter programi za otroke. Dogodki so praviloma brezplačni za obiskovalce.
V sodelovanju z Založbo Sanje je društvo izdalo tudi nekaj knjižnih del.
- Terra Nullius. Potovanje po nikogaršnji zemlji (Sven Lindqvist)
- Zeleni papagaji. Kronika vojnega kirurga (Gino Strada)
- Moj porodni načrt (dr. Marsden Wagner)
- Zmajev kralj (Nika Maj)
- Iskanje izgubljenega fanta (Nika Maj) - v pripravi